# Station Kornsjø
Station Kornsjø is een spoorwegstation in Kornsjø, gemeente Halden in fylke Viken in Noorwegen. Het eerste station, uit 1879, was van hout. In 1898 ging het door brand verloren. Het huidige stenen gebouw, uit 1900 is ontworpen door Paul Armin Due. Sinds 2001 wordt het gebouw beschermd als monument.
Kornsjø is het laatste station aan Østfoldbanen. Het volgende station is Ed in Zweden. Het station is gesloten voor personenvervoer.